# Draugystė (stacja kolejowa)
Draugystė – towarowa stacja kolejowa w miejscowości Kłajpeda, w okręgu kłajpedzkim, na Litwie.
Od stacji odchodzą bocznice do portu w Kłajpedzie.